# Hospital Colônia Itapuã
Hospital Colônia Itapuã é um antigo leprosário e centro de reabilitação clínica, química e psicológica administrado pelo Governo do Estado do Rio Grande do Sul. O hospital está localizado no distrito de Itapuã, em Viamão, a 58 Km da cidade de Porto Alegre. O local foi inaugurado em 1940, com o objetivo de isolar pessoas portadoras de hanseníase. Atualmente, o hospital abriga ainda poucos pacientes portadores da doença, alguns pacientes psiquiátricos (oriundos do Hospital Psiquiátrico São Pedro) e também funcionários que moram nas dependências do hospital.

## História
Em 11 de maio de 1940, a Sociedade Beneficente Leprosário Rio-Grandense, atendendo a política de saúde pública da época, estabeleceu em 1 250 hectares de terra no município de Viamão um centro de confinamento integral para abrigar indivíduos portadores do Mal de Hansen oriundos de todos os pontos deste estado. Ao fim de dez anos, o centro já abrigava 700 indivíduos, entre homens, mulheres e crianças. Estes procuravam reproduzir internamente, com muito empenho, a sociedade externa que os havia excluído. 
No início da década de 1960, os avanços no tratamento da hanseníase possibilitaram a extinção da internação compulsória, levando muitos indivíduos ao retorno às suas cidades de origem. Alguns, no entanto, partiram para outras cidades, buscando não ser objeto de preconceito. Contudo, vários indivíduos retornaram ao centro por não conseguirem retomar suas vidas fora da instituição. 
Na década de 1970, a parte ociosa do hospital foi transformada em uma unidade agrícola de reabilitação psicológica, que passou a atender 180 pacientes do Hospital Psiquiátrico São Pedro, visando a recuperação psicológica de indivíduos oriundos do meio rural, através do trabalho agrícola.
Atualmente, o Hospital Colônia Itapuã abriga 50 pacientes psiquiátricos e 20 ex-hansenianos que são amparados por uma política que visa o resgate da dignidade e a inclusão social.